# Вишнёвый (Ростовская область)
Вишнёвый — упразднённый хутор в Дубовском районе Ростовской области. Входил в состав Мирнинского сельсовета. В 2001 году исключен из учётных данных.

## Физико-географическая характеристика
Хутор располгался на востоке района в пределах Ергенинской возвышенности, являющейся частью Восточно-Европейской равнины, на правом берегу реки Большой Гашун, на расстоянии приблизительно в 12 км (по прямой) к северо-западу от хутора Мирный.
Климат
Климат умеренный континентальный (согласно классификации климатов Кёппена-Гейгера - Dfa). Среднегодовая температура воздуха положительная и составляет + 9,0 °C, средняя температура самого холодного месяца января - 5,3 °C, самого жаркого месяца июля +  23,9 °C. Расчётная многолетняя норма осадков - 380 мм. Наименьшее количество осадков выпадает в феврале и марте (норма - по 24 мм), наибольшее в июне (46 мм).

## История
Возник как 4-я ферма совхоза «Присальский». Официально зарегистрирован и наименован в 1963 году в составе Присальского сельсовета. В 1965 году передан в состав Мирнинского сельсовета.